# Norr-Gårdsjön
Norr-Gårdsjön är en sjö i Avesta kommun i Dalarna och ingår i Dalälvens huvudavrinningsområde. Sjön har en area på 0,145 kvadratkilometer och ligger 143,1 meter över havet. Vid provfiske har gädda fångats i sjön.

## Delavrinningsområde
Norr-Gårdsjön ingår i det delavrinningsområde (669194-153803) som SMHI kallar för Utloppet av Norr-Gårdsjön. Medelhöjden är 157 meter över havet och ytan är 6,68 kvadratkilometer. Det finns inga avrinningsområden uppströms utan avrinningsområdet är högsta punkten. Vattendraget som avvattnar avrinningsområdet har biflödesordning 3, vilket innebär att vattnet flödar genom totalt 3 vattendrag innan det når havet efter 111 kilometer. Avrinningsområdet består mestadels av skog (77 procent) och sankmarker (17 procent). Avrinningsområdet har 0,14 kvadratkilometer vattenytor vilket ger det en sjöprocent på 2,1 procent.